# Malbacco
(Incisione fatta da Eugenio Montale a Malbacco visibile fino agli anni '80)
Malbacco è una località del comune di Seravezza in Versilia (Toscana), nota soprattutto per le sue pozze d'acqua e le cascate naturali della zona.
Per preservare il territorio l'accesso alla strada è stata limitato con una ZTL.

## Toponimo
Il nome significa "guado" o "passaggio malagevole di un torrente".

## Geografia
Si trova fra il canale del Borrone e Canale di Rota.

## Storia
Passava spesso da Malbacco Michelangelo Buonarroti attraverso la strada che lui stesso aveva aperto nel 1518 per andare alle vicine cave di Trambiserra e della Cappella.
Nel 1879 nacque a Malbacco Niccola Pellegrini, che fu il capo degli Internazionalisti rivoluzionari.

## Pozze
- Pozza della Madonna – è una delle pozze più famose ed è raggiungibile attraverso un sentiero lungo fiume che parte da Seravezza.
- Scivolo di Marina di Pietrasanta – scivolo naturale il cui nome omaggia la frazione di Marina di Pietrasanta.[6]
- Cascate della desiata – serie di cascate